# CFR Cluj
CFR Cluj je rumunjski nogometni klub iz grada Cluja.
CFR Cluj je najstariji nogometni klub iz Cluja. Utemeljen je 1907. godine kao Kolozsvári Vasutas Sport Club. Godine 1919. je nakon što je Erdelj pripojen Rumunjskoj klub preimenovan u CFR Căile Ferate Române (kratica za rumunjsko državno željezničko poduzeće).

## Dosezi
- Liga I: (8): 2007./08., 2009./10., 2011./12., 2017./18., 2018./19., 2019./20., 2020./21., 2021./22.
- Rumunjski kup (4): 2007./08., 2008./09., 2009./10., 2015./16.
- Rumunjski superkup (2): 2009., 2010.

## Vanjske poveznice
- CFR 1907 Cluj website (rumunjski)